# いばキラTV
いばキラTV（イバキラティービー）は、茨城県が運営するインターネットテレビである。

## 概要
茨城県には、日本で唯一民間放送の県域テレビ局が存在しなかったことから、県民が県内の情報に触れる機会を増やそうと設立された。
「いばキラTV」の名称は、『「いばらきをもっとキラキラ輝く県に」という想いを込めて』つけられた。県雇用創出等基金を活用し、県内出身者を中心に雇用を行ったが、番組の制作は県外に本社を持つ業者に委託されていた。平成26年度からは茨城県内に本社を持つ事業者に委託された。平成25年度県予算には、「いばらきインターネットテレビ事業」として、1億8700万円が計上されている。
2016年1月時点で、全国47都道府県が運営する動画サイトとしては動画掲載本数、総再生回数、チャンネル登録者数の3つの分野で全国一位を達成した。
平日日中に、合わせて約2時間の生放送を実施しており、配信にはUstreamを使用していた。現在はYouTubeを使用している。

## 沿革
- 2012年7月31日 - 試験配信開始[6]
- 2012年10月1日 - いばキラTV開局[2]
- 2013年2月4日 - 夜間の配信「いばキラ★NIGHT」開始[7]
- 2013年5月22日 - サイトリニューアル[8]
- 2014年4月1日 - 茨城県内の委託業者株式会社PublicARTによる運営開始[9]
- 2014年6月2日 - サイトリニューアル [10]
- 2018年8月10日 - いばキラTVが運営するバーチャルYouTuber、茨ひよりが活動開始
- 2020年5月21日 - 茨城放送がコンテンツ制作に参画を発表[11]。

## アナウンサー
- 大澤幸子
- ジェームス英樹
- 鈴木桃子
- 西野ひとみ
- 茨ひより

## 番組

### ライブ番組
| 番組名             | 配信開始日 | 配信時間        | 備考 |
| ------------------ | ---------- | --------------- | ---- |
| 茨城新聞朝刊ライブ | 2014年4月  | 平日8:15-8:30   |      |
| いばキラSTATION    | 2014年4月  | 平日12:00-13:00 |      |
| いばキラ★NIGHT     | 2013年2月  | 平日21:00-21:45 |      |
| 茨城県議会中継     | 2012年10月 | 随時            |      |

### オンデマンド番組
一部はライブ番組の合間にも随時放送される。
| 番組名                                                         | 配信開始日 | 更新日     | 備考                                                                                              |
| -------------------------------------------------------------- | ---------- | ---------- | ------------------------------------------------------------------------------------------------- |
| カミナリの「たくみにまなぶ」                                   | 2018年4月  | 毎週金曜日 | テレビ朝日で放送後に配信                                                                          |
| Visit Ibaraki Japan                                            | 2014年4月  | 毎週月曜日 |                                                                                                   |
| 仕事の本音                                                     | 2014年4月  | 毎週水曜日 |                                                                                                   |
| ねば〜る君が行く                                               | 2014年4月  | 毎週木曜日 |                                                                                                   |
| いばミュー                                                     | 2014年4月  | 毎週金曜日 |                                                                                                   |
| MOVE ON LINE                                                   | 2014年4月  | 毎週土曜日 |                                                                                                   |
| 突撃!となりの学校!                                             | 2014年4月  | 毎週土曜日 |                                                                                                   |
| 地域発信44チャンネル                                           | 2014年4月  | 平日       |                                                                                                   |
| ibadas（イバダス）～四コマで学べる用語辞典                     | 2013年11月 | 毎週水曜日 | 配信終了 お笑い芸人すっぽん大学がスぴルバーグとして監督、脚本、撮影、編集、全てを担い制作した番組 |
| いばキラ★ロード                                                | 2013年5月  | 毎週水曜日 | 配信終了                                                                                          |
| すっぽん大学の茨城三国志                                       | 2013年5月  | 毎週木曜日 | 配信終了                                                                                          |
| 小堺翔太 ほっこり街探                                          | 2013年5月  | 配信終了   | チバテレで放送後期間限定で配信                                                                    |
| 乾曜子の食べウマいばらき～ご当地アイドルバスツアー～           | 2013年6月  | 毎週月曜日 | 配信終了                                                                                          |
| プラモラボ～Plastic Model Laboratory～カスタムプラモを作ろう！ | 2013年7月  | 毎週火曜日 | 配信終了                                                                                          |
| 帰ってきたしいなくんのココなんスか?                            | 2012年10月 | 毎週金曜日 | 配信終了 2013年3月までは「しいなくんのココなんスか?」                                             |
| 磯山さやかの旬刊!いばらき                                      | 2012年10月 | 毎週金曜日 | テレビ朝日で放送後に配信 2018年3月終了                                                            |
| Jimmys Sport                                                   | 2012年10月 |            | 配信終了                                                                                          |
| ミミヲスマセバ                                                 | 2012年10月 |            | 配信終了                                                                                          |
| いばMen's いただきます。                                       | 2012年10月 |            | 配信終了                                                                                          |
| ぼくらの学校                                                   | 2012年10月 |            |                                                                                                   |
| 知事記者会見                                                   | 2012年10月 | 毎月2回    |                                                                                                   |
| 市町村等PRビデオ                                               | 2012年10月 | 随時       |                                                                                                   |

### 配信終了した番組
| 番組名              | 配信期間             | 配信時間・更新日 | 備考                                   |
| ------------------- | -------------------- | ---------------- | -------------------------------------- |
| ガールズ&パンツァー | ～2013年4月          | 毎週月曜日       | ライブ配信のみ（月曜24:00 - 24:30）    |
| いばキラモーニング  | 2013年2月～2013年3月 | 平日8:15-8:30    | 「いばキラTV Station」からタイトル変更 |

## 受託事業者
- 平成24年度 株式会社総合PR（所在地 - 群馬県前橋市）
- 平成25年度 株式会社フレッシュハーツ（所在地 - 東京都港区）
- 平成26年度 株式会社PublicART（所在地 - 茨城県水戸市）